# Sebastjan Cimirotič
Sebastjan Cimirotič est un footballeur international slovène, né le 14 septembre 1974 à Ljubljana (Slovénie) qui évoluait au poste d'attaquant.

## Biographie
En tant qu'attaquant, il fut international slovène à 33 reprises (1998-2005) pour 6 buts. Sa première sélection fut jouée le 25 mars 1998, contre la Pologne.
Il participa à la Coupe du monde de football 2002, au Japon et en Corée du Sud. Cette Coupe du monde est historique pour la Slovénie, puisqu'il s'agit de la première qualification en phase finale. Le Groupe B voit la Slovénie affronter l'Afrique du Sud, l'Espagne et le Paraguay. Sebastjan Cimirotič participa à tous les matchs (2 en tant que titulaire et un en tant que remplaçant, contre l'Espagne). En plus d'être remplaçant, il inscrit un but à la 82e minute contre l'Espagne, insuffisant pour éviter la défaite (1-3). Sebastjan Cimirotič est le premier buteur slovène en Coupe du monde. 
Sebastjan Cimirotič joua dans des clubs slovènes (ND Slovan Ljubljana, NK Olimpija Ljubljana, NK Publikum Celje, NK Domžale et FC Ljubljana), croates (HNK Rijeka et HNK Hajduk Split), italiens (US Lecce), israéliens (Hapoël Tel Aviv) et sud-coréens (Incheon United), remportant des titres en Slovénie et en Israël.

## Palmarès

### Olimpija Ljubljana
- Champion de Slovénie en 1994 et 1995.
- Vainqueur de la Coupe de Slovénie en 1996.

### Hapoël Tel-Aviv
- Champion d'Israël en 2000.
- Vainqueur de la Coupe d'Israël en 1999 et 2000.

### Publikum Celje
- Vainqueur de la Coupe de Slovénie en 2005.

### NK Domžale
- Champion de Slovénie en 2007.